# Destination X 2007
Destination X 2007 è stata la terza edizione del pay-per-view prodotto dalla Total Nonstop Action Wrestling (TNA). L'evento si è svolto il 11 marzo 2007 nella IMPACT! Zone di Orlando in Florida.

## Risultati
| # | Risultati | Stipulazioni                                                     | Durata |
| - | --- | ---------------------------------------------------------------- | ------ |
| 1 | The Latin American Xchange (Homicide e Hernandez) hanno sconfitto Team 3D (Brother DeVon e Brother Ray)                            | Ghetto Street Fight match                                        | 14:49  |
| 2 | James Storm e Jacqueline Moore hanno sconfitto Petey Williams e Gail Kim                                                           | Double bullrope Strap match                                      | 07:52  |
| 3 | Senshi ha sconfitto Austin Starr                                                                                                   | Crossface Chickenwing match                                      | 11:09  |
| 4 | The Voodoo Kin Mafia (B.G. James e Kip James) hanno sconfitto The Heartbreakers (Antonio Thomas e Romeo Roselli con Christy Hemme) | Tag team match                                                   | 09:02  |
| 5 | Chris Sabin (c) ha sconfitto Jerry Lynn                                                                                            | 2 out of 3 falls match per il titolo TNA X Division Championship | 12:18  |
| 6 | Rhyno ha sconfitto A.J. Styles | Elevation X match                                                | 09:05  |
| 7 | Kurt Angle ha sconfitto Scott Steiner                                                                                              | Single match                                                     | 12:42  |
| 8 | Sting ha sconfitto Abyss | Last Ride match                                                  | 10:41  |
| 9 | Christian Cage (c) ha sconfitto Samoa Joe                                                                                          | Single match per il titolo NWA World Heavyweight Championship    | 17:57  |
|   | (c) è riferito al campione in carica al momento dell'inizio del match.                                                             |                                                                  |        |